# Wamweracaudia
Wamweracaudia keranjei
Genre
Espèce
Wamweracaudia est un genre fossile de dinosaures du clade des Sauropoda herbivores de la formation de Tendaguru du Jurassique supérieur de Tanzanie, en Afrique, il y a 155-145 Ma (million d'années). Le type et seule espèce est Wamweracaudia keranjei.

## Découverte et dénomination
Au cours des expéditions allemandes au Tendaguru, en Afrique orientale allemande, entre 1909 et 1912, le paléontologue Werner Janensch a supervisé l'excavation d'une queue de sauropode au « Site G ». En 1929, il réfère cette queue à Gigantosaurus robustus.
En 1991, G. robustus est devenu le genre distinct Janenschia, Janensch avait référencé la queue sur la base d'une observation personnelle d'une série de découvertes de matériel comparable. Pendant la Seconde Guerre mondiale, une grande partie de ce matériel a été détruite ; la plupart de ses notes de terrain ont également été perdues. Dans une révision du genre Janenschia par José Fernando Bonaparte et al. en 2000, il a été conclu que la queue ne correspondait plus aux fossiles existants connus de Janenschia, tandis que la documentation restante était insuffisante pour justifier une référence. Dans leur étude de l'ostéologie de Lusotitan en 2013, Philip David Mannion (d) et al. ont de nouveau exclu la queue, les spécimens MB.R.2091.1-30, de Janenschia en raison de son manque de concordance avec son holotype SMNS 12144. Ils ont suggéré qu'elle pourrait représenter le premier enregistrement de Mamenchisauridae en dehors de l'Asie.
Le spécimen a reçu, en 2019, le nouveau nom de genre et d'espèce Wamweracaudia keranjei par Philip D. Mannion et al. dans leur réévaluation de Janenschia et d'autres découvertes présumées de Titanosauria du Tendaguru. Le nom générique combine une référence aux Wamwera, une tribu habitant la région de la découverte, avec le latin cauda, « queue ». Le nom spécifique honore le contremaître autochtone qui dirigeait l'équipe qui a trouvé la queue, Mohammadi Keranje.
Wamweracaudia est connu grâce à l'holotype MB.R.2091.1-30, MB.R.3817.1 & MB.R.3817.2, trouvé dans une couche de la formation de Tendaguru datant du Tithonien. Elle consiste en une série presque continue de trente vertèbres caudales antérieures et moyennes, deux épines neurales de vertèbres caudales antérieures, et deux chevrons. Les vertèbres caudales sont numérotées de telle sorte que MB.R.2091.30 est la vertèbre la plus antérieure de la série connue - mais pas nécessairement la première vertèbre caudale - et MB.R.2091.1 la dernière. Il manque probablement une vertèbre dans la série.

## Description
Les auteurs descripteurs ont établi quatre autapomorphies, des traits dérivés uniques. Avec les vertèbres caudales antérieures et médianes, la surface supérieure est excavée à l'arrière. Pour les vertèbres caudales antérieures, les processus neuraux présentent une zone rugueuse sur le tiers supérieur de leur surface latérale, séparée de la zone rugueuse de la surface arrière par une rainure verticale. Pour les vertèbres médianes et arrière, la face inférieure est fortement pincée transversalement, formant une crête au lieu d'une surface plane distincte. Pour les vertèbres médianes et postérieures, les processus neuraux présentent une crête horizontale allongée sur leurs côtés, juste au-dessus du niveau des prézygapophyses, les processus d'articulation avant.
Deux traits supplémentaires sont des autapomorphies si Wamweracaudia est effectivement un Mamenchisauridae. Les processus transversaux ou côtes caudales des vertèbres caudales antérieures sont fortement courbés latéralement et vers l'avant. Sur les vertèbres caudales antérieures, juste entre la face externe de la prézygapophyse et l'extrémité de la face supérieure de la diapophyse, la facette supérieure de la côte, une paire de petites extensions, ou tubercules, est présente.

## Phylogénie
Une analyse cladistique exacte, faisant partie de l'étude de 2019, a montré que Wamweracaudia était placé dans les Mamenchisauridae, comme une espèce sœur de Mamenchisaurus. Les deux taxons partageaient des vertèbres caudales procoelées. Celles-ci sont également présentes chez les Titanosauria et lorsque la queue y était encore référencée, Janenschia avait été considéré comme l'un des plus anciens titanosaures connus.

## Paléobiologie
En tant que Sauropoda, Wamweracaudia aurait été un grand herbivore quadrupède.